# Paramphibotettix
Paramphibotettix är ett släkte av insekter. Paramphibotettix ingår i familjen torngräshoppor.
Kladogram enligt Catalogue of Life:
| Paramphibotettix | \| \| Paramphibotettix lieftincki \| \| \| \| \| \| Paramphibotettix multidentatus \| \| \| \| \| \| Paramphibotettix sanguinolentus \| \| \| \| |
|                  | \| \| Paramphibotettix lieftincki \| \| \| \| \| \| Paramphibotettix multidentatus \| \| \| \| \| \| Paramphibotettix sanguinolentus \| \| \| \| |
|                  | Paramphibotettix lieftincki |
|                  | |
|                  | Paramphibotettix multidentatus |
|                  | |
|                  | Paramphibotettix sanguinolentus |
|                  | |